# キルニッツシュタール鉄道
キルニッツシュタール鉄道（ドイツ語: Kirnitzschtalbahn）は、ドイツに存在する路面電車。ドイツの国立公園であるザクセン・スイス国立公園内に路線を有しており、バート・シャンダウとリヒテンハイン滝を結ぶ。2024年現在は路線バスやフェリーと共にザクセン・スイス・東エルツ山地地域交通（Regionalverkehr Sächsische Schweiz-Osterzgebirge GmbH、RVSOE）によって運営されている。

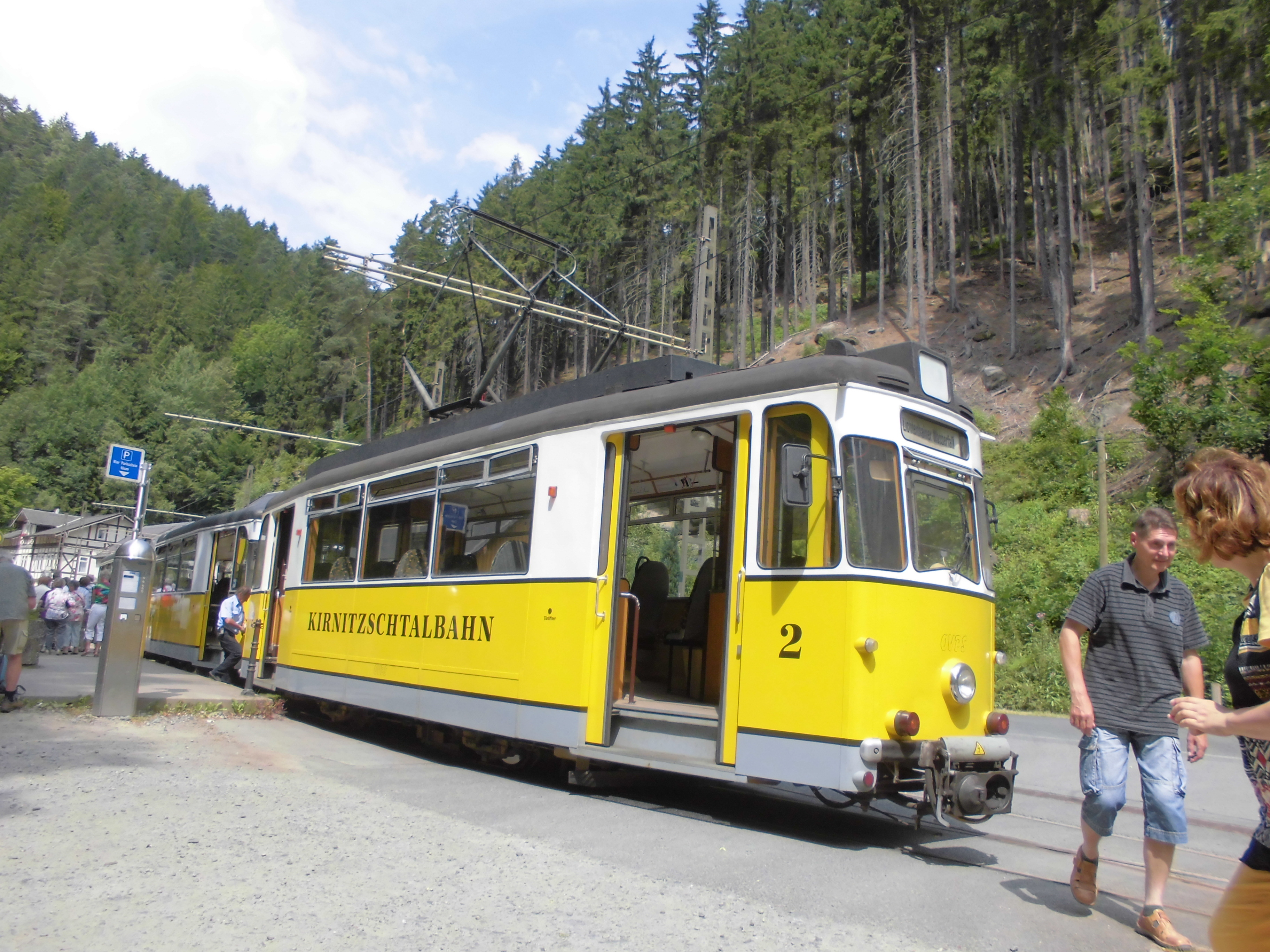
2（2013年撮影）
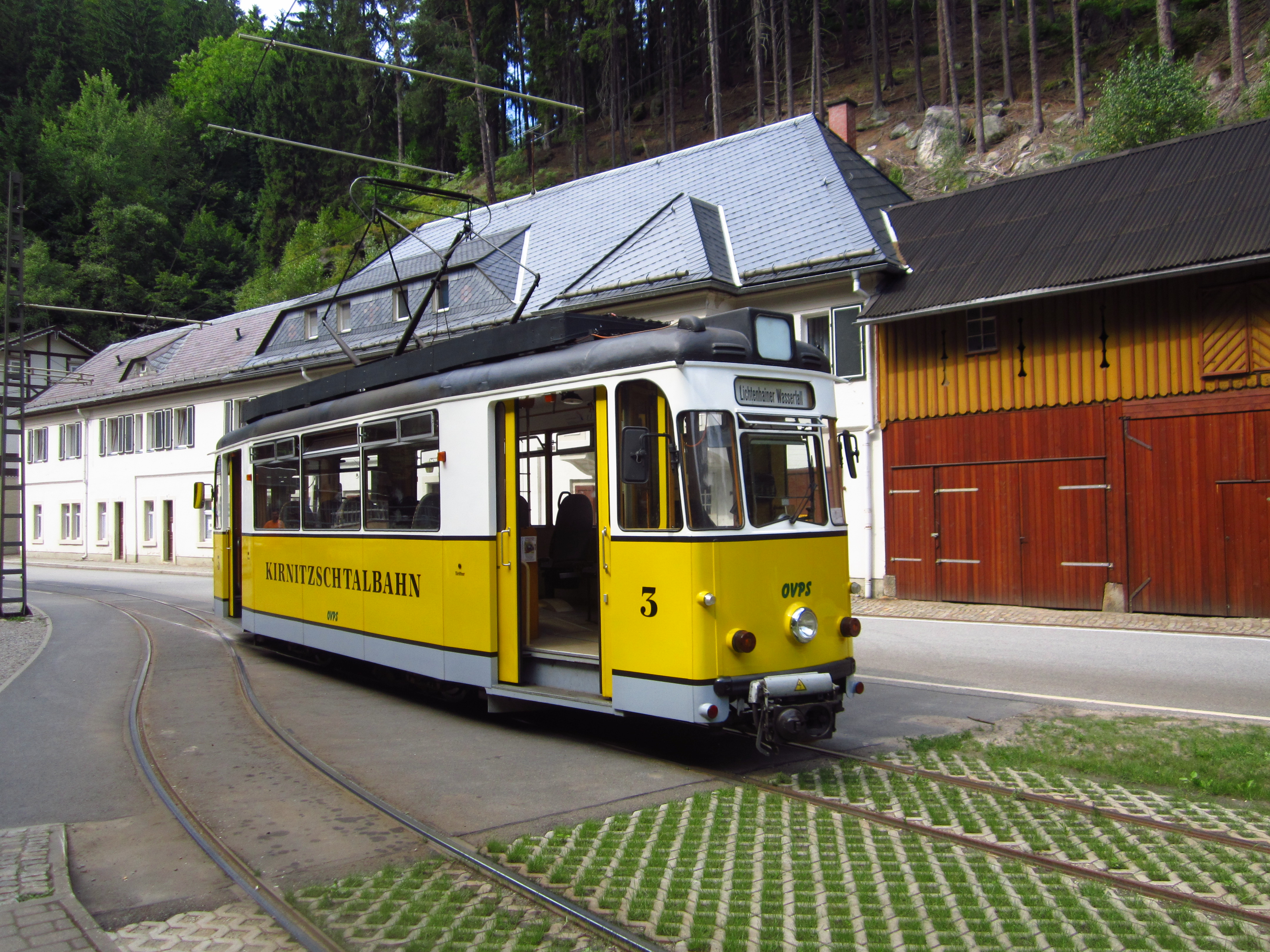
3（2013年撮影）
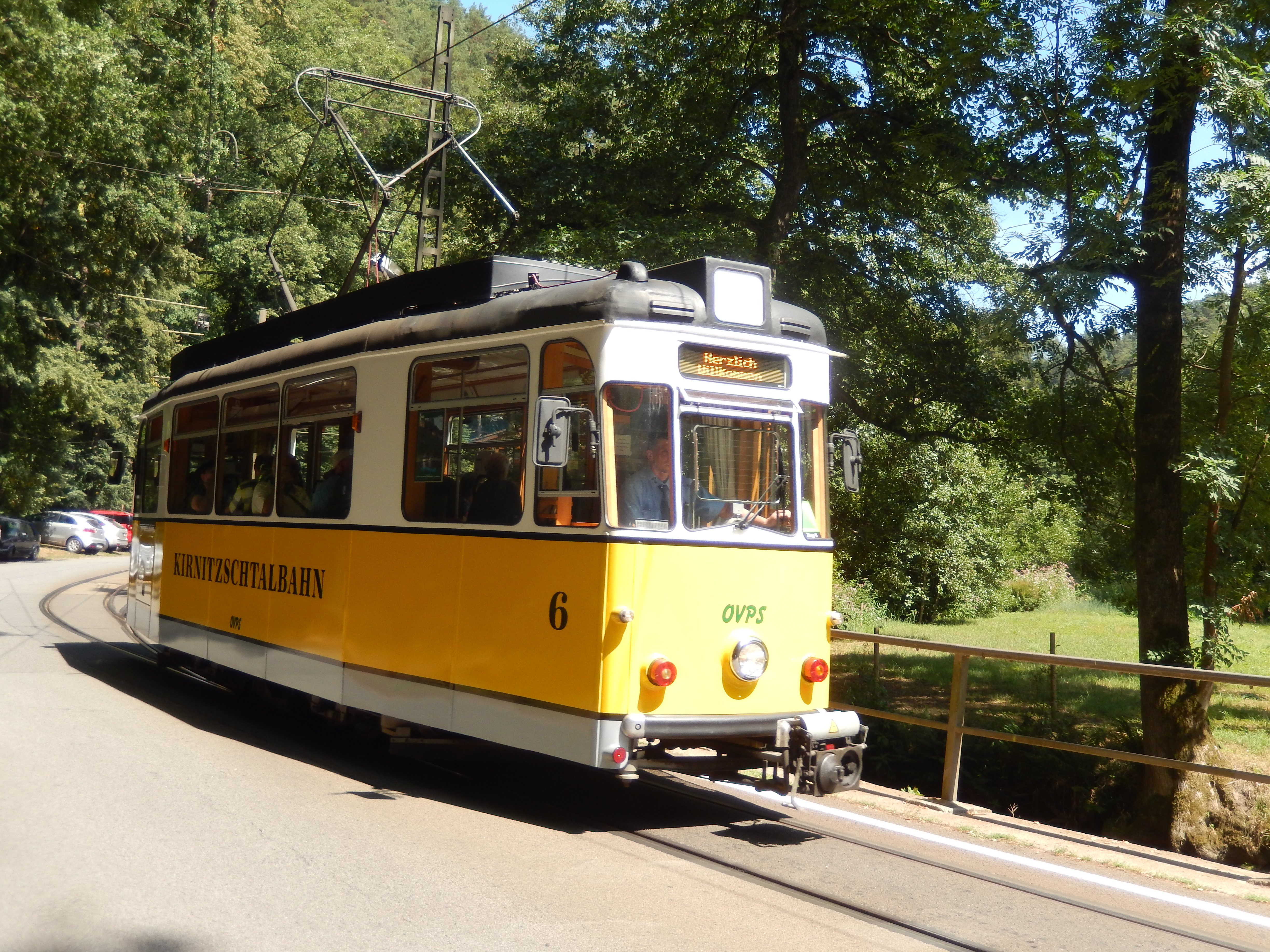
6（2018年撮影）
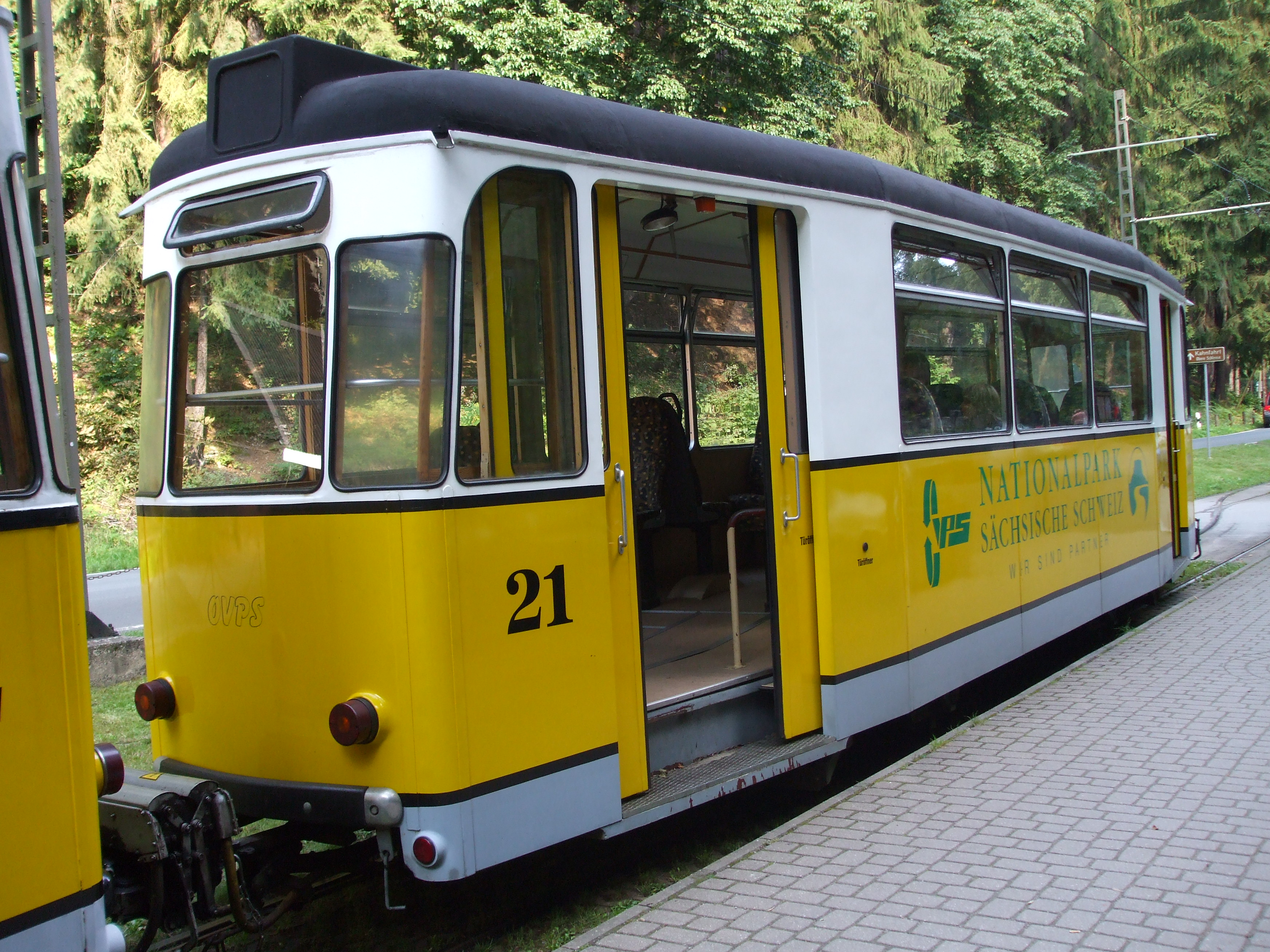
21（2008年撮影）
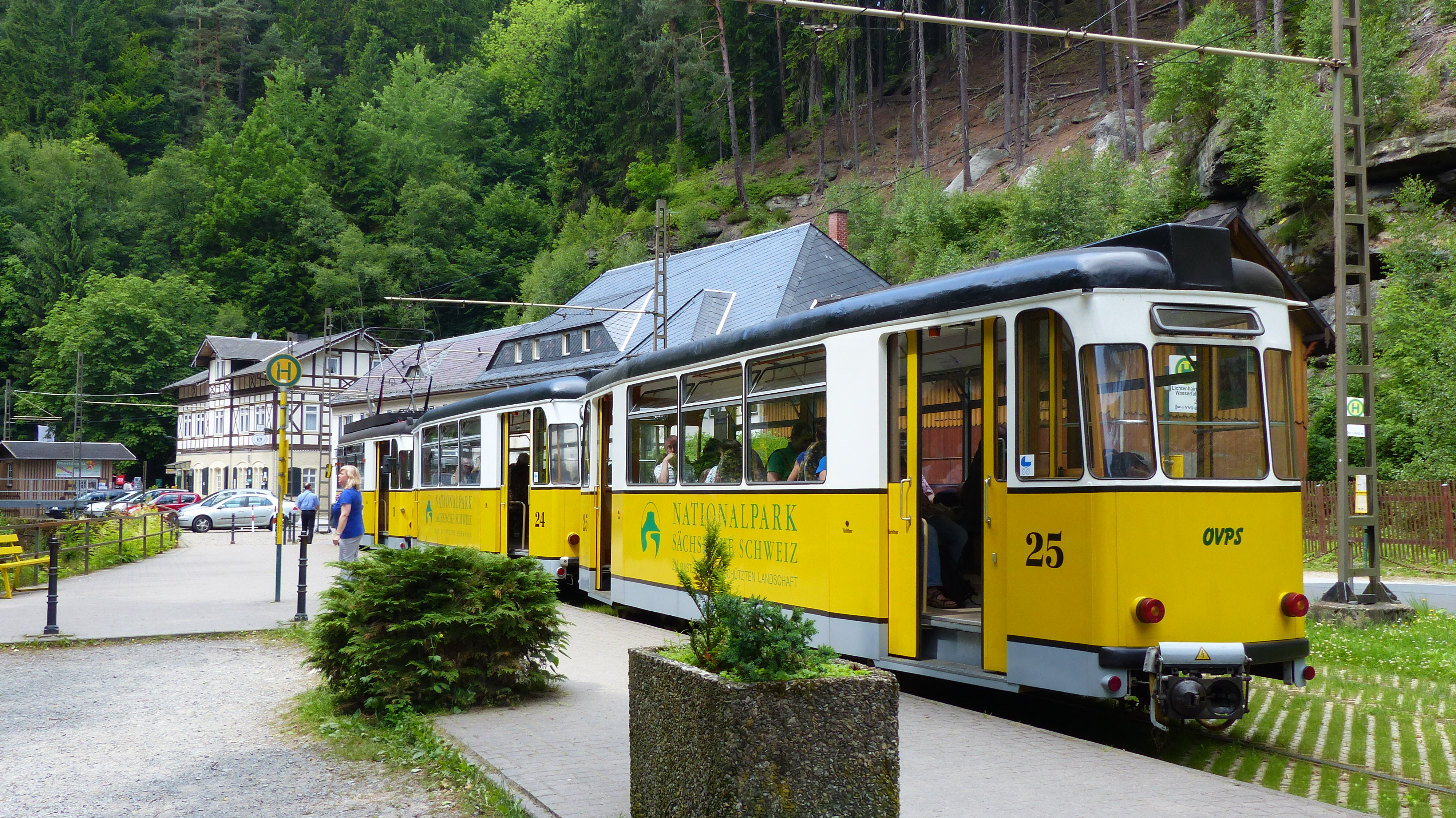
25（右）（2014年撮影）

## 歴史
ザクセン・スイス（Sächsische Schweiz）は、エルベ川上流部に存在する、奇岩や岩峰を始めとする雄大な自然が広がる観光地である。19世紀以降、鉄道や蒸気船といった公共交通機関の充実により観光客が増加した事を受け、温泉保養地であるシャンダウ（現：バート・シャンダウ）からキルニッチュ川渓谷（Kirnitzschtal）沿いを進み、リヒテンハイン滝へ向かう電化鉄道（路面電車）を建設する計画が1893年に立ち上がった。建設は1897年から始まり、営業運転を開始したのは翌1898年5月29日である。観光客輸送を目的としていたため、当初は夏季（5月 - 10月）のみ運行していた。
それ以降は脱線の頻発をはじめとした問題こそ抱えていたものの、路面電車はザクセン・スイスの観光手段として多くの利用客を記録した他、1911年以降は路面電車の発電所からの電気をシャンダウを始めとする近隣地域へ供給する事業も開始された。1926年には新型車両の導入や既存の車両の近代化が行われたが、翌1927年7月26日の夜間に車庫を全焼する火災が発生し、在籍車両全てが使用不能となる事態に陥った。これを受け、他地域の路面電車から車両を借りて急場を凌ぎ、翌1928年にMAN製の電車を購入する事で本格的な運行が再開された。その後、1938年からは冬季にも列車が設定され、通年運行に改められている。
第二次世界大戦期の被害は軽微であり、1945年の5月から6月にかけて一時運休する程度で済んだ。戦後は東ドイツの路面電車として運行していたが、1960年代に入ると軌道や施設の老朽化が進み、更に並行する道路の交通量が増えたことで経営にも影響が及ぶようになり、1969年にはバート・シャンダウ側の起点が移設された。そして同年7月21日に20人の負傷者が生じる脱線事故が発生した事で、一部区間が閉鎖されるとともに路線の存廃が議論の対象となる事態となった。だが、議論の末にドレスデン地区評議会（Rat des Bezirkes Dresden）は路面電車の存続を決定し、線路の改修が行われた後に1973年から全線での営業運転が再開した。その後も1985年に線路の損傷などを理由に一部区間が閉鎖され再度廃止が検討されたが、沿線住民からの抗議もあって撤回された。それ以降は線路や施設の更新が行われ、1990年までに全線が復旧している。
車両については長年にわたりMAN製の電車が使用されたが、1970年代後半にロックヴィッツタール鉄道で使用されていた2軸車が導入され、MAN製の電車は1986年までに定期運用から退いた。また、1980年代にはライプツィヒ市電から譲渡された車体とハレ市電から譲渡された台枠を組み合わせた付随車（2軸車）が導入された。
ドイツ再統一以降も線路や施設の整備が続き、1993年には車庫に太陽光パネルが設置され、太陽光発電による発電も行われるようになった。車両についても1990年代前半にドイツ各地の路面電車から譲渡された2軸車により近代化が行われた。一方でキルニッツシュタール鉄道は水害を始めとする自然災害による被害を相次いで受けており、特に2010年に発生したキルニッチュ川の氾濫による洪水では線路に加えてすべての車両が浸水するなど大きな被害が生じた。しかし同年のうちに限定的な運行の再開が行われ、以降2012年まで順次復旧作業が実施されている。

## 運用
2022年現在、キルニッツシュタール鉄道は以下の電停を含む全長7.8 kmの路線で運行している。ダイヤは夏ダイヤ（4月 - 10月）と冬ダイヤ（11月 - 4月）が存在しており、冬ダイヤは夏ダイヤと比べ運行本数が半数以上減少する。基本運賃は片道6ユーロ、往復9ユーロである。
| 電停名                   | 距離  | 備考・参考 |
| ------------------------ | ----- | ---------- |
| Kurpark                  | 0.0km |            |
| Botanischer Garten       | 0.8km |            |
| Waldhäus'l               | 2.1km |            |
| Ostrauer Mühle/Zeltplatz | 3.0km |            |
| Mittelndorfer Mühle      | 3.8km |            |
| Forsthaus                | 4.3km |            |
| Nasser Grund             | 6.0km |            |
| Beuthenfall              | 7.1km |            |
| Lichtenhainer Wasserfall | 7.8km |            |

## 車両

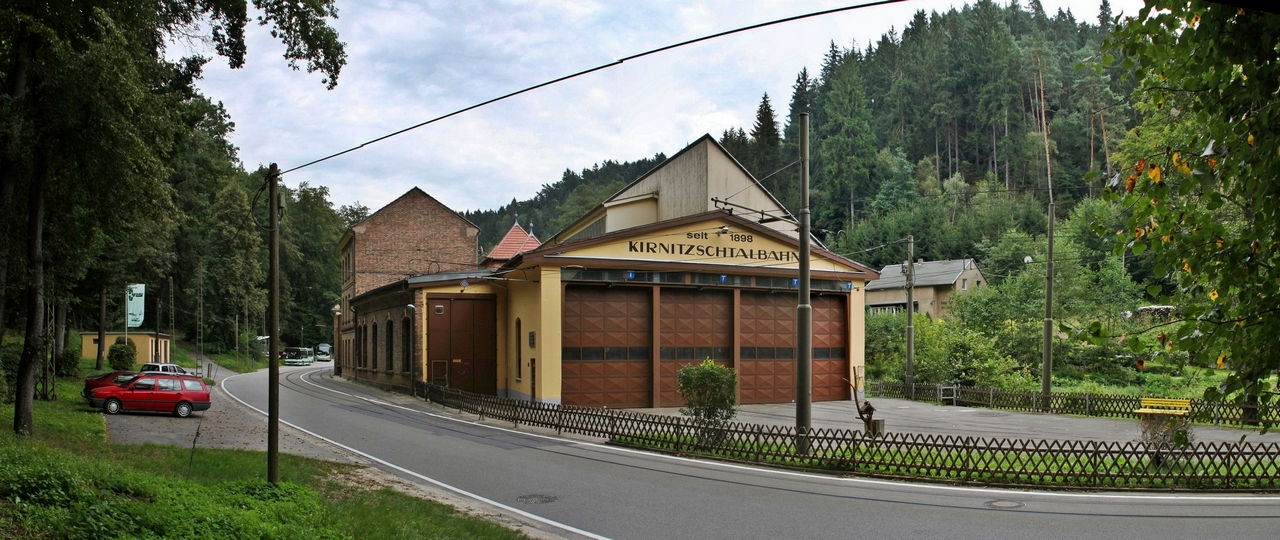
キルニッツシュタール鉄道の車庫（2011年撮影）

### 現有車両
2024年現在、キルニッツシュタール鉄道で営業運転に使用されている車両は以下の通り。全車とも他都市の路面電車から1980年代以降譲渡された2軸車（ゴータカー）で、電動車1両が付随車2両を牽引する形の編成で営業運転が実施されている。これらに加えてキルニッツシュタール鉄道には2023年にドレスデン市電から譲渡された1959年製の電動車・201 011が在籍しており、2024年時点で復元待ちの状態にある。
| 車両番号 | 車種   | 譲渡元           | 製造年 | 営業開始年 | 備考      |
| -------- | ------ | ---------------- | ------ | ---------- | --------- |
| 1        | 電動車 | プラウエン市電   | 1957年 | 1993年     |           |
| 2        | 電動車 | プラウエン市電   | 1957年 | 1993年     |           |
| 3        | 電動車 | プラウエン市電   | 1958年 | 1995年     |           |
| 4        | 電動車 | ツヴィッカウ市電 | 1960年 | 1995年     |           |
| 6        | 電動車 | イェーナ市電     | 1959年 | 2007年     |           |
| 21       | 付随車 | ライプツィヒ市電 | 1963年 | 1984年     |           |
| 22       | 付随車 | ライプツィヒ市電 | 1963年 | 1984年     |           |
| 23       | 付随車 | ライプツィヒ市電 | 1963年 | 1984年     |           |
| 24       | 付随車 | ライプツィヒ市電 | 1963年 | 1984年     |           |
| 25       | 付随車 | ツヴィッカウ市電 | 1966年 | 1995年     |           |
| 26       | 付随車 | ツヴィッカウ市電 | 1968年 | 1995年     | タトラB2D |
| 27       | 付随車 | イェーナ市電     | 1966年 | 2024年     |           |

- 2（2013年撮影）
- 3（2013年撮影）
- 6（2018年撮影）
- 21（2008年撮影）
- 25（右）（2014年撮影）

### 動態保存車両
- 9 - 1926年に製造された、元・ロックヴィッツタール鉄道（ドイツ語版）の電動車。急曲線が存在する線形条件に対応するため1軸台車が採用された。2022年現在は1930年代当時の塗装への復元が行われている一方、外見はロックヴィッツタール鉄道時代に実施された近代化後の形状を維持している[11]。
- 5、12 - 1927年に起きた車庫の火災を受け、MANに発注した車両。5は電動車、12は付随車で、2022年現在は主に2両編成を組んで使用されている[3][11]。
- 8 - 元は1938年に製造されたエアフルト市電の電動車。1971年にロックヴィッツタール鉄道へ譲渡された後、同鉄道廃止を受けて1977年にキルニッツシュタール鉄道へ再譲渡された。この元・エアフルト市電の車両は計5両がキルニッツシュタール鉄道へ再譲渡されたが、1990年代以降解体、もしくは他の路面電車や博物館への保存目的の譲渡が行われており、2022年現在キルニッツシュタール鉄道に在籍するのは8のみである[3][4][11]。

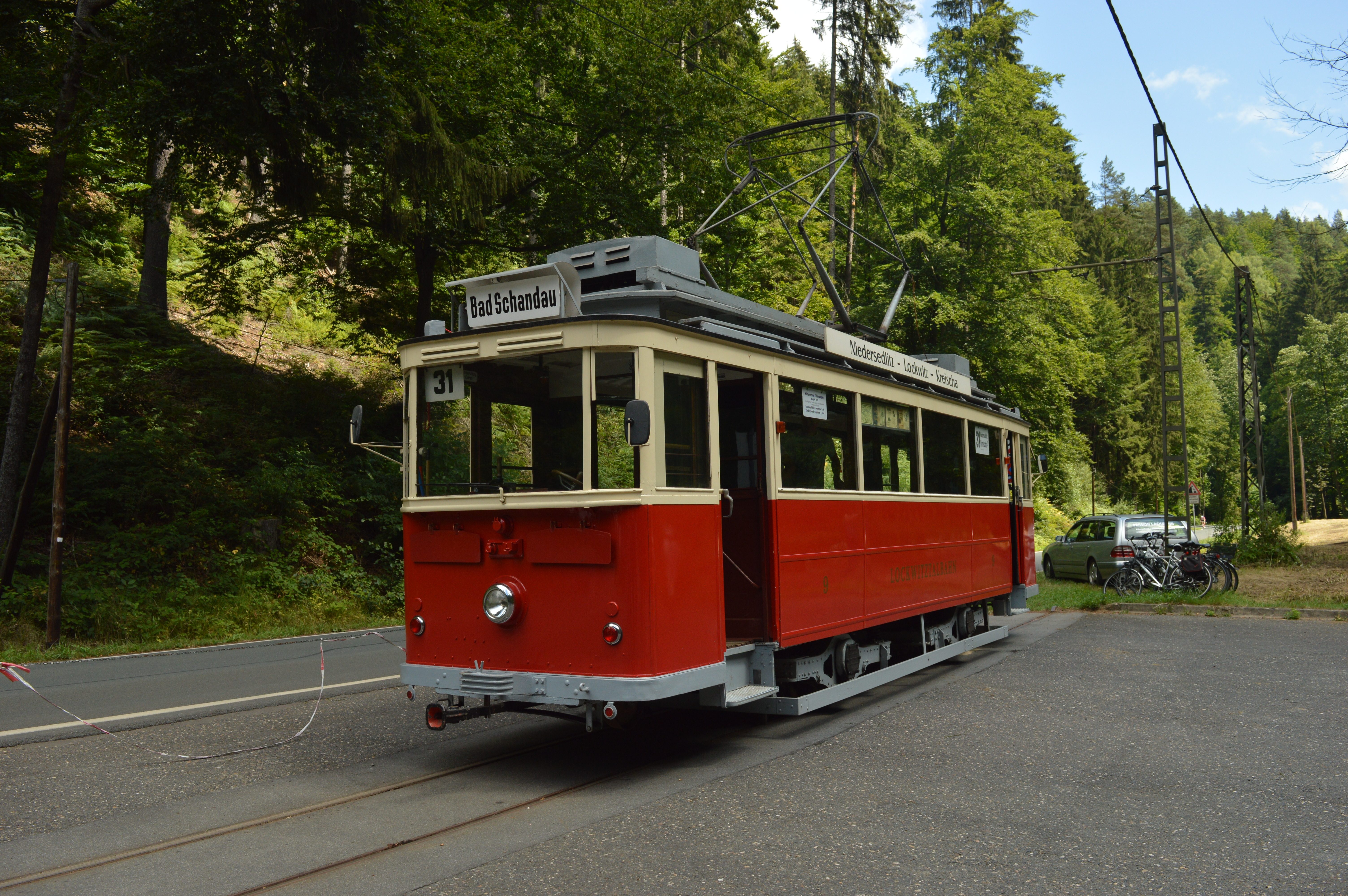
9（2015年撮影）
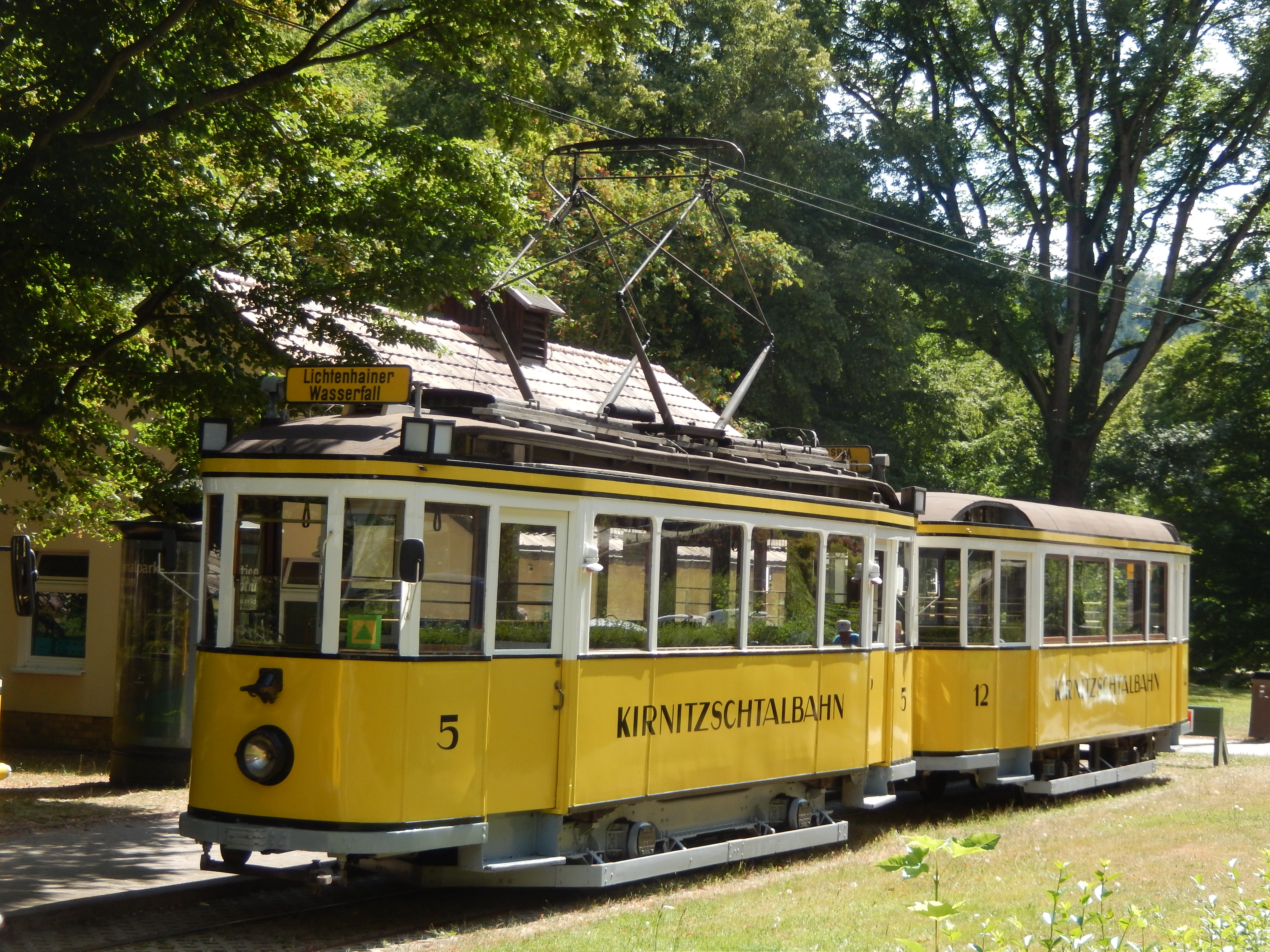
5（左）、12（右）（2018年撮影）
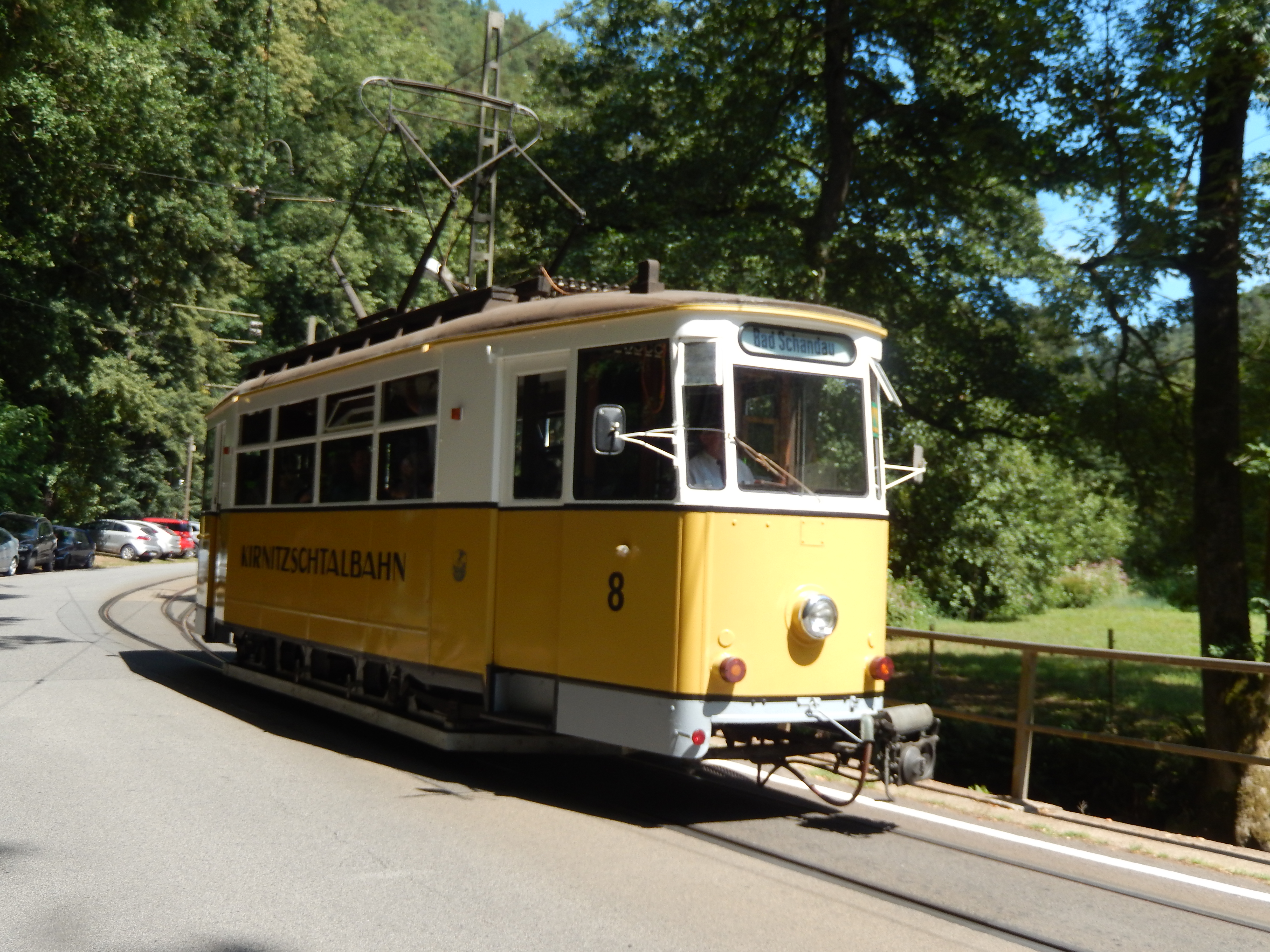
8（2018年撮影）